# Agriotes
Agriotes és un gènere d'insectes escarabats de la família dels Elatèrids. Aquest gènere inclou la majoria de les espècies de cucs nocius .

## Llista d'espècies
Segons Fauna Europaea (15 de juliol de 2013) :
- Agriotes aequalis Schwarz, 1891
- Agriotes andalusiacus Franz, 1967
- Agriotes brevis Candèze, 1863
- Agriotes caspicus Heyden in Heyden & Kraatz, 1883
- Agriotes corsicus Candèze, 1863
- Agriotes curtus Candèze, 1878
- Agriotes ellenicus Cate & Platia, 1997
- Agriotes flavobasalis Heyden, 1889
- Agriotes gallicus Lacordaire in Boisduval & Lacordaire, 1835
- Agriotes graecus Franz, 1967
- Agriotes gurgistanus (Faldermann, 1835)
- Agriotes infuscatus Desbrochers des Loges, 1870
- Agriotes laevicarinatus Platia & Gudenzi, 1999
- Agriotes lineatus (Linnaeus, 1767) - Cuc de la sega
- Agriotes litigiosus (Rossi, 1792)
- Agriotes lundbergi Platia, 1989
- Agriotes magnanii Platia & Gudenzi, 1996
- Agriotes medvedevi Dolin, 1960
- Agriotes meticulosus Candèze, 1863
- Agriotes modestus Kiesenwetter, 1858
- Agriotes obscurus (Linnaeus, 1758)
- Agriotes pallidulus (Illiger, 1807)
- Agriotes paludum Kiesenwetter, 1859
- Agriotes pavesii Platia & Gudenzi, 2001
- Agriotes pilosellus (Schönherr, 1817)
- Agriotes proximus Schwarz 1891
- Agriotes rufipalpis Brullé, 1832
- Agriotes siciliensis Pic, 1912
- Agriotes sordidus (Illiger, 1807)
- Agriotes sputator (Linnaeus, 1758)
- Agriotes strigosus Kiesenwetter, 1858
- Agriotes tauricus Heyden, 1882
- Agriotes turcicus Candèze, 1863
- Agriotes ustulatus (Schaller, 1783)

Segons ITIS (2 de juny del 2019) :
- Agriotes mancus (Say)